# シッチェス・カタロニア国際映画祭
シッチェス・カタロニア国際映画祭（シッチェス・カタロニアこくさいえいがさい、カタルーニャ語: Festival Internacional de Cinema Fantàstic de Catalunya）は、スペイン・バルセロナ近郊の海辺のリゾート地シッチェスで毎年10月に開催される映画祭。
シッチェス映画祭（Sitges Festival）の略称で親しまれ、日本では「シッチェス・カタルーニャ国際映画祭」と表記されることもある。

## 解説
国際映画製作者連盟（FIAPF）公認の国際映画祭であり、ファンタジー映画・SF映画・ホラー映画・アニメーション映画などのジャンル映画に特化したスペシャライズド映画祭として、世界でも権威のある国際映画祭のひとつ。ベルギー・ブリュッセル国際ファンタスティック映画祭、ポルトガル・ポルト国際映画祭と並ぶ世界三大ファンタスティック映画祭のひとつ。
ジャンル映画祭ではあるが、過去の開催ではほぼオールジャンルの作品がノミネートされており、国際的にポピュラーなジャンルを受け入れている事から、例年300近い作品が上映されており、規模・知名度ともに最大級を誇る。アニメーション作品は例外的にオールジャンルとなっており、アニメーション作品のプロモーションとしてはアヌシー国際アニメーション映画祭と並び世界最高クラスの権威と地位を占めている。
1968年に創設されたこの国際映画祭は、世界三大映画祭（カンヌ、ベルリン、ヴェネツィア）とは一線を画し、モントリオール世界映画祭、サンダンス映画祭などと並び世界でも特異な地位を占める。
審査員は、著名な映画人や文化人によって構成されている。

## 部門構成と賞
シッチェス映画祭は、以下の部門から構成。1971年からコンペティションとなり、賞が与えられるようになった。
ファンタスティック・コンペティション部門 (Official Fantàstic Competition)
- 最優秀作品賞
- 審査員特別賞
- 監督賞
- 男優賞
- 女優賞
- 撮影賞
- 脚本賞
- 視覚効果賞
- 批評家賞
- 新進監督賞
- 観客賞
- 最優秀短編映画賞
- 最優秀短編ヨーロッパ映画賞

アニメーション部門 (Anima't)
- 最優秀長編作品賞
- 最優秀短編作品賞

ニュー・ビジョンズ部門 (Noves Visions)
- Noves Visions ONE 最優秀作品賞
- Noves Visions PLUS 最優秀作品賞
- 最優秀短編賞

ファンタスティック・パノラマ部門 (Panorama Fantàstic)
- 最優秀作品賞
- ブラッド・ウィンドウ賞

オービタ部門 (Òrbita)
- 最優秀作品賞

フォーカス・アジア部門 (Focus Àsia)
- 最優秀作品賞

ミッドナイト・エクストレム部門 (Midnight X-treme)
- 最優秀作品賞

ブリガドーン部門 (Brigadoon)
- 最優秀作品賞

## グランプリ受賞作品
| 開催年 | 題名 原題                                                               | 監督                               | 製作国                                             |
| ------ | ----------------------------------------------------------------------- | ---------------------------------- | -------------------------------------------------- |
| 1983   | 最後の戦い Le Dernier Combat                                            | リュック・ベッソン                 | フランス                                           |
| 1984   | 狼の血族 The Company of Wolves                                          | ニール・ジョーダン                 | イギリス                                           |
| 1985   | ZOMBIO/死霊のしたたり Re-Animator                                       | スチュアート・ゴードン             | アメリカ合衆国                                     |
| 1986   | ブルーベルベット Blue Velvet                                            | デイヴィッド・リンチ               | アメリカ合衆国                                     |
| 1987   | Hol Volt, Hol Nem Volt （A Hungarian Fairy Tale）                       | ジュラ・ガズダグ                   | ハンガリー                                         |
| 1988   | ウイザード The Navigator: A Medieval Odyssey                            | ヴィンセント・ウォード             | オーストラリア/ ニュージーランド                   |
| 1989   | ハート・オブ・ミッドナイト Heart of Midnight                            | マシュー・チャップマン             | アメリカ合衆国                                     |
| 1990   | ヘンリー Henry: Portrait of a Serial Killer                             | ジョン・マクノートン               | アメリカ合衆国                                     |
| 1991   | ヨーロッパ Europa                                                       | ラース・フォン・トリアー           | デンマーク/ スウェーデン/ フランス/ ドイツ/ スイス |
| 1992   | ありふれた事件 C'est arrivé près de chez vous                           | レミー・ベルヴォー                 | ベルギー                                           |
| 1993   | オルランド Orlando                                                      | サリー・ポッター                   | イギリス/ ロシア/ イタリア/ フランス/ オランダ     |
| 1994   | 71フラグメンツ 71 Fragmente einer Chronologie des Zufalls               | ミヒャエル・ハネケ                 | オーストリア/ ドイツ                               |
| 1995   | ロシア52人虐殺犯/チカチーロ Citizen X                                   | クリス・ジェロルモ                 | アメリカ合衆国                                     |
| 1996   | ピーター・グリーナウェイの枕草子 The Pillow Book                        | ピーター・グリーナウェイ           | イギリス/ フランス/ オランダ                       |
| 1997   | ガタカ Gattaca                                                          | アンドリュー・ニコル               | アメリカ合衆国                                     |
| 1998   | キューブ Cube                                                           | ヴィンチェンゾ・ナタリ             | カナダ                                             |
| 1999   | リング                                                                  | 中田秀夫                           | 日本                                               |
| 2000   | エド・ゲイン Ed Gein                                                    | チャック・パレロ                   | アメリカ合衆国                                     |
| 2001   | ヴィドック Vidocq                                                       | ピトフ                             | フランス                                           |
| 2002   | ドラキュラ 乙女の日記より Dracula: Pages from a Virgin's Diary          | ガイ・ マディン                    | カナダ                                             |
| 2003   | 座頭市                                                                  | 北野武                             | 日本                                               |
| 2004   | オールド・ボーイ Old boy                                                | パク・チャヌク                     | 韓国                                               |
| 2005   | ハードキャンディ Hard Candy                                             | デヴィッド・スレイド               | アメリカ合衆国                                     |
| 2006   | レクイエム ミカエラの肖像 Requiem                                       | ハンス・クリスティアン・シュミット | ドイツ                                             |
| 2007   | 落下の王国 The Fall                                                     | ターセム・シン                     | インド/ イギリス/ アメリカ合衆国                   |
| 2008   | サベイランス Surveillance                                               | ジェニファー・リンチ               | アメリカ合衆国                                     |
| 2009   | 月に囚われた男 Moon                                                     | ダンカン・ジョーンズ               | アメリカ合衆国                                     |
| 2010   | レア･エクスポーツ 囚われのサンタクロース Rare Exports: A Christmas Tale | ヤルマリ・ヘランダー               | フィンランド                                       |
| 2011   | レッド・ステイト Red State                                              | ケヴィン・スミス                   | アメリカ合衆国                                     |
| 2012   | ホーリー・モーターズ Holy Motors                                        | レオス・カラックス                 | フランス                                           |
| 2013   | ボーグマン Borgman                                                      | アレックス・ファン・ヴァーメルダム | オランダ                                           |
| 2014   | アイ・オリジンズ I Origins                                              | マイク・ケイヒル                   | アメリカ合衆国                                     |
| 2015   | インビテーション The Invitation                                         | カリン・クサマ                     | アメリカ合衆国                                     |
| 2016   | スイス・アーミー・マン Swiss Army Man                                   | ダニエル・クワン                   | アメリカ合衆国                                     |
| 2017   | ジュピターズ・ムーン Jupiter holdja                                     | コルネル・ムンドルッツォ           | ハンガリー/ ドイツ                                 |
| 2018   | クライマックス Climax                                                   | ギャスパー・ノエ                   | フランス/ ベルギー                                 |
| 2019   | プラットフォーム El hoyo                                                | ガルデル・ガステル＝ウルティア     | スペイン                                           |
| 2020   | ポゼッサー Possessor                                                    | ブランドン・クローネンバーグ       | カナダ/ イギリス                                   |
| 2021   | LAMB/ラム Dýrið                                                         | ヴァルディマル・ヨハンソン         | アイスランド/ スウェーデン/ ポーランド             |
| 2022   | イモータル Sisu                                                         | ヤルマリ・ヘランダー               | フィンランド                                       |

## 日本の受賞作品（第33回以降）
- 第33回（2000年）
  - 滝田洋二郎監督『秘密』最優秀女優賞（広末涼子）、最優秀脚本賞（斉藤ひろし）
- 第34回（2001年）
  - 原田真人監督『狗神』最優秀女優賞（天海祐希）
  - 今敏監督『千年女優』Orient Express賞
  - 黒沢清監督『回路』批評家連盟賞
- 第35回（2002年）
  - 三池崇史監督『荒ぶる魂たち』Orient Express賞
- 第36回（2003年）
  - 北野武監督『座頭市』グランプリ（最優秀作品賞）、最優秀映画音楽賞（鈴木慶一）、観客賞
  - 三池崇史監督『極道恐怖大劇場 牛頭 GOZU』最優秀ビジュアルエフェクト賞
  - 今敏監督『東京ゴッドファーザーズ』アニメーション部門長編作品グランプリ
- 第37回（2004年）
  - 三池崇史監督『IZO』最優秀FX賞
  - 大友克洋監督『スチームボーイ』アニメーション部門長編作品グランプリ
  - 塚本晋也監督『ヴィタール』Fantastic Noves Visions部門作品賞
  - 押井守監督『イノセンス』Orient Express Casa Asia部門作品賞
  - 石井克人監督『茶の味』Orient Express Casa Asia部門特別賞
  - 宮崎駿監督『ハウルの動く城』観客賞
- 第39回（2006年）
  - 細田守監督『時をかける少女』アニメーション部門長編作品グランプリ
  - 川本喜八郎監督『死者の書』アニメーション部門特別賞
- 第40回（2007年）
  - 三池崇史監督『スキヤキ・ウエスタン ジャンゴ』最優秀撮影賞（栗田豊通）、最優秀美術賞（佐々木尚）
  - 大友克洋監督『蟲師』最優秀特殊効果賞、最優秀映画音楽賞（蓜島邦明）
  - マイケル・アリアス監督『鉄コン筋クリート』アニメーション部門特別賞
- 第41回（2008年）
  - 押井守監督『スカイ・クロラ The Sky Crawlers』批評家連盟賞、最優秀映画音楽賞（川井憲次）
- 第42回（2009年）
  - 細田守監督『サマーウォーズ』アニメーション部門 最優秀長編作品賞
- 第43回（2010年）
  - 三池崇史監督『十三人の刺客』観客賞、最優秀美術賞（林田裕至）
  - 井口昇総監督、西村喜廣・坂口拓監督『戦闘少女 血の鉄仮面伝説』MIDNIGHT X-TREME部門最優秀作品賞（Best Motion Picture）
- 第44回（2011年）
  - 園子温監督『恋の罪』 OFICIAL FANTÀSTIC IN-COMPETITION ÒRBITA 部門 最優秀作品賞
  - いまおかしんじ監督『UNDERWATER LOVE -おんなの河童-』Noves Visions 部門特別賞
- 第45回（2012年）
  - 細田守監督『おおかみこどもの雨と雪』アニメーション部門 最優秀長編作品賞
- 第47回（2014年）
  - 中島哲也監督『渇き。』最優秀男優賞（役所広司）
- 第48回（2015年）
  - 佐藤信介監督『アイアムアヒーロー』コンペティション部門 観客賞、最優秀特殊効果賞[5]
  - 原恵一監督『百日紅 〜Miss HOKUSAI〜』アニメーション部門 最優秀作品賞[5]
- 第49回（2016年）
  - 新海誠監督『君の名は。』アニメーション部門 最優秀長編作品賞[6]
- 第51回（2018年）
  - 細田守監督『未来のミライ』アニメーション部門 最優秀長編作品賞[7]
  - 岡田麿里監督『さよならの朝に約束の花をかざろう』ファンタスティック・ディスカバリー部門 最優秀長編作品賞[7]
- 第52回（2019年）
  - 湯浅政明監督『きみと、波にのれたら』アニメーション部門 最優秀長編作品賞[8]
- 第53回（2020年）
  - 村野佑太監督『ぼくらの7日間戦争』 アニメーション部門 最優秀長編作品賞[9]
- 第55回（2022年）
  - 湯浅政明監督『犬王』タイムマシン賞（湯浅政明）[10]
  - 石原理衣監督&小野川浩幸監督『寓 〜Flashback Before Death〜』Noves Visions部門最優秀短編作品賞[11]